# Ubaide Alá ibne Iáia ibne Cacane
Alboácem Ubaide Alá ibne Iáia ibne Cacane (em árabe: أبو الحسن عبيد الله بن يحيى بن خاقان; romaniz.: Abū al-Ḥasan ʿUbayd Allāh ibn Yaḥyā ibn Khāqān) foi um oficial abássida que serviu duas vezes como vizir, sob os califas Mutavaquil e Almutâmide.

## Vida
Ubaide Alá nasceu em data desconhecida. Seu pai, Iáia, era um coraçane de Marve a serviço de Haçane ibne Sal, o vizir do califa Almamune (r. 813–833). Sua carreira culminou com o califa Mutavaquil (r. 847–861) como chefe do divã do caraje e diretor do tribunal de mazalim ("queixas"). Assim, Ubaide Alá gozava do favor de Mutavaquil, que o nomeou seu secretário particular. Em ca. 851, foi nomeado para o vizirado, que estava vago há algum tempo,[a] e concedeu ao seu protegido poderes significativos, em particular no que diz respeito à nomeação de funcionários, estabelecendo assim o seu controle sobre o aparelho administrativo. Além disso, também serviu como tutor de um dos filhos de Mutavaquil. Durante todo o reinado, desempenhou um papel importante e foi, junto com Alfate ibne Cacane (sem parentesco), uma das principais influências sobre o califa, particularmente como uma força motriz por trás das políticas antialidas. Durante seu mandato, é conhecido por ter promovido a carreira de Amade ibne Tulune, o futuro fundador do Emirado Tulúnida. Com a ajuda de seus assessores Haçane ibne Maclade Aljarrá e Muça ibne Abedal Maleque, foi fundamental para a queda do chefe do divã atauqui (uma agência responsável pela redação de decretos e registro de funcionários do governo), Najá ibne Salamá, no início de 860. Najá e seus filhos foram presos e seus bens confiscados, enquanto Najá morreu na prisão em 18 de fevereiro de 860.
Junto com Alfate ibne Cacane, apoiou a intenção de Mutavaquil de confiar seu filho Almutaz como seu sucessor sobre Almontacir, que foi apoiado pelas tropas de guarda turca e magariba. Na noite de 10 de dezembro de 861, quando os turcos - certamente com a aprovação tácita, senão instigação de Almontacir - assassinaram Mutavaquil e Alfate ibne Cacane, Ubaide Alá foi salvo porque ainda estava trabalhando até tarde em seu escritório. Depois de ouvir a comoção e saber o que havia acontecido, escapou do palácio com sua comitiva - eles tiveram que quebrar as portas trancadas para fazer isso - e, chegando às margens do Tigre, pegaram barcos para a residência a jusante de Almutaz. Chegaram tarde demais, pois Almutaz foi enganado para ir ao palácio e reconhecer seu irmão como califa. De acordo com um relatório de Atabari, Ubaide Alá e Alfate ibne Cacane foram avisados da trama por uma mulher turca, mas a desconsideraram, confiantes de que ninguém ousaria executá-la. Após o assassinato de Mutavaquil, retirou-se da política e, em 862-867, foi até exilado em Barca. Na ascensão de Almutâmide (r. 870–892) em junho de 870, foi renomeado vizir, mantendo o posto até sua morte. De acordo com ibne Aljauzi, morreu em 5 de agosto de 877 de um golpe recebido durante uma partida de polo.
Atabari foi tutor dos filhos de Ubaide Alá, supostamente com dez dinares de ouro por mês. Um de seus filhos, Maomé, também se tornou vizir em 912-913 e era inimigo de Ali ibne Alfurate. O filho de Maomé, Abedalá, também serviu brevemente como vizir em 924-925.